# Regeringen Jóannes Eidesgaard I
Jóannes Eidesgaards første regering var Færøernes regering fra 3. februar 2004 til 4. februar 2008, med Jóannes Eidesgaard fra Javnaðarflokkurin som lagmand. Regeringen var en koalition mellem Fólkaflokkurin, Sambandsflokkurin og Javnaðarflokkurin. Disse partiers valgbogstaver var hhv. A, B og C, og regeringen blev derfor omtalt som «ABC-samgongan» («ABC-koalisionen»). I januar 2008 stod det klart, at der ikke var nok enighed mellem partierne til at fortsætte regeringssamarbejdet efter lagtingsvalget samme måned.
|                                | Minister           | Parti | Fra               | Til               |
| ------------------------------ | ------------------ | ----- | ----------------- | ----------------- |
| Lagmand                        | Jóannes Eidesgaard | JF    | 3. februar 2004   | 4. februar 2008   |
| Vicelagmand                    | Bjarni Djurholm    | FF    | 3. februar 2004   | 4. februar 2008   |
| Ministerium                    | Minister           | Parti | Fra               | Til               |
| Social- og sundhedsministeriet | Hans Pauli Strøm   | JF    | 3. februar 2004   | 4. februar 2008   |
| Fiskeriministeriet             | Bjørn Kalsø        | SB    | 25. februar 2004  | 4. februar 2008   |
|                                | Johan Dahl         | SB    | 3. februar 2004   | 23. februar 2004  |
| Finansministeriet              | Magni Laksáfoss    | SB    | 15. maj 2007      | 4. februar 2008   |
|                                | Bárður Nielsen     | SB    | 3. februar 2004   | 9. maj 2007       |
| Indenrigsministeriet           | Heðin Zachariasen  | FF    | 23. november 2007 | 25. januar 2008   |
|                                | Jacob Vestergaard  | FF    | 1. december 2005  | 23. november 2007 |
|                                | Jógvan við Keldu   | FF    | 3. februar 2004   | 1. december 2005  |
| Kulturministeriet              | Jógvan á Lakjuni   | FF    | 3. februar 2004   | 4. februar 2008   |
| Erhvervsministeriet            | Bjarni Djurholm    | FF    | 3. februar 2004   | 4. februar 2008   |